# Nyitány olasz stílusban
Wolfgang Amadeus Mozart 32., G-dúr szimfóniáját általában csak mint Nyitány olasz stílusban címen szokás emlegetni. A mű a Köchel-jegyzékben a 318. számot foglalja le.
1779 áprilisában, Salzburgban komponálta a nyitányt szerzője. Állítólag eredetileg a Thamos, egyiptom királya  kísérőzenéjének bevezetőjének szánta Mozart; más feltevés szerint a Zaide című, francia stílusú Singspieljéhez írta.
A mű, amely voltaképpen egy sinfonia, olasz előképeihez hasonlóan két gyors rész között felhangzó lassú zene: hangvételét tekintve már inkább szimfónia, amelynek témáit tervszerű koncepcióval sorolja egymás mellé és hozza egymással kapcsolatba Mozart.